# مسقعة بالبشاميل
مسقعة بالبشاميل هي من أصناف الأكل المشهور في مصر. وترجع في الأصل في المسقعة السادة، ولكن هناك بعض الأصناف الأخرى من أنواع المسقعة مثل المسقعة باللحمة المفرومة وغيرها.

## المكونات
هذة المكونات تكفى لخمس أفراد
- كيلو باذنجان رومي
- عدد 2 بصل وسط
- عدد 5 حبات فلفل أخضر رومي
- عدد 2 ثمرة طماطم وسط
- عصير طماطم (حوالي 2 كوب كبير)
- ملح
- فلفل
- زيت للقلي
- لحم مفروم
- صلصة البشاميل

## الطريقة
- يقطع الباذنجان إلى حلقات ثم يقلى في زيت مقدوح.
- يقطع الفلفل الرومي والبصل والطماطم إلى حلقات ويتبلوا بالملح والفلفل والبهارات.
- يعصج اللحم المفروم.
- يجهز البشاميل.
- يتم رص حلقات الباذنجان المقلي بالتتابع مع حلقات كل من الفلفل الرومي والطماطم والبصل ويرش جزء من العصاج وهكذا إلى أن تنتهي المقادير والعصاج.
- ثم يوضع عصير الطماطم وفوقه البشاميل ويدهن بالبيض.
- توضع في فرن متوسط الحرارة (180 س - 350 ف) حوالي من نصف ساعة إلى ساعة أي إلى أن نشعر أن المزيج قد تم نضجه ويحمر الوجه جيداً.